# Echinotiara
Echinotiara is een geslacht van uitgestorven zee-egels uit de familie Stomechinidae.

## Soorten
- Echinotiara amplus Kier, 1972 † Callovien, Saoedi-Arabië.
- Echinotiara arabica Melville, 1955 † Toarcien, Saoedi-Arabië.
- Echinotiara bruni (Cotteau, 1869) † Bathonien, Frankrijk.
- Echinotiara namus Kier, 1972 † Bathonien, Saoedi-Arabië.
- Echinotiara perebaskinei Lambert, 1930 † Campanien-Maastrichtien, Soedan, Saoedi-Arabië.
- Echinotiara somaliensis Currie, 1927 † Bathonien-Callovien, Somalië.